# زنان در آندورا

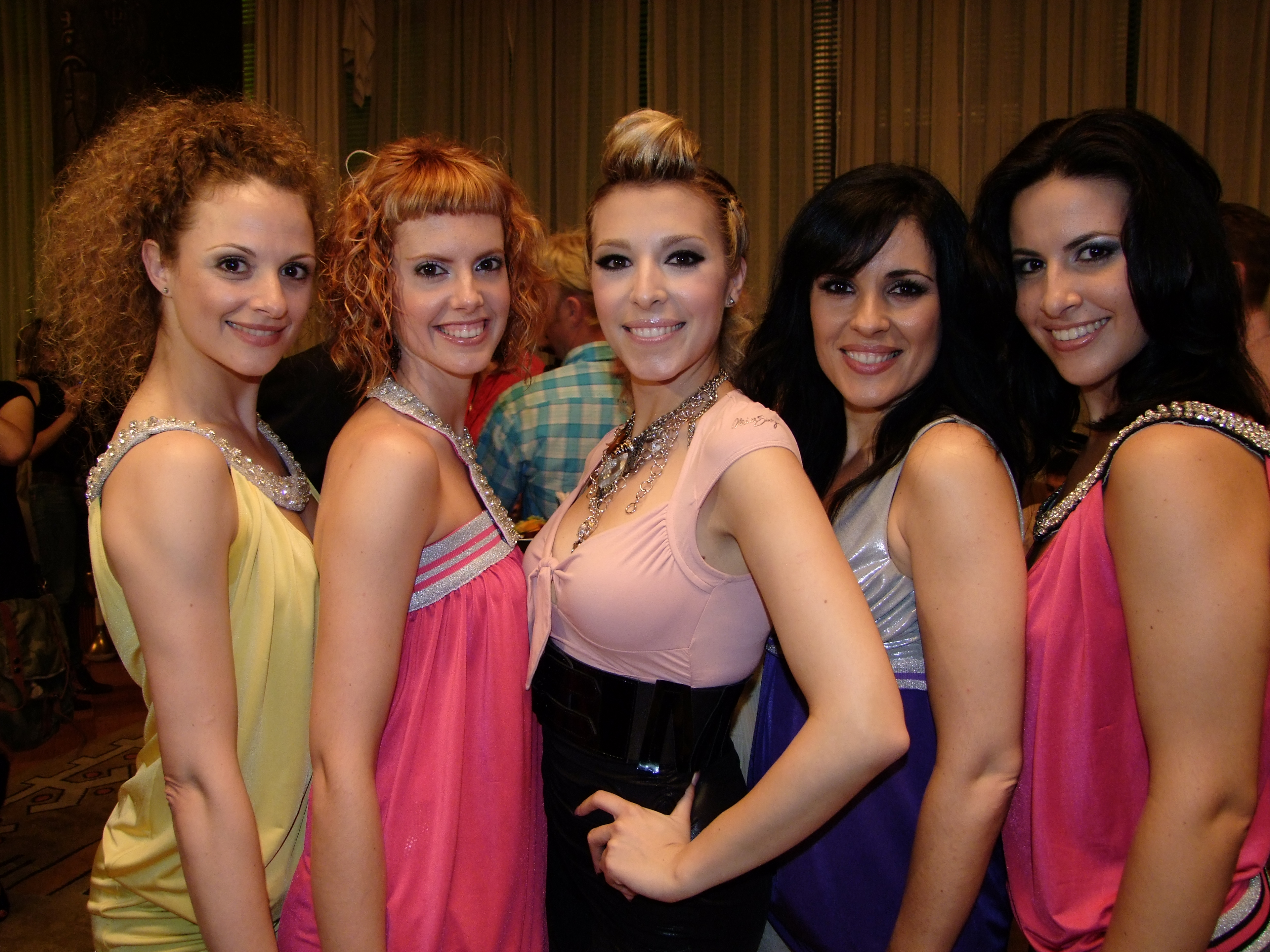
گروهی از زنان امروزی در آندورا

از نظر قانونی، زنان در آندورا از حقوق مساوی بر اساس قوانین پادشاهی آندورا برخوردارند. از نظر سیاسی، زنان آندورا در انتخابات پارلمانی سال ۲۰۱۱، ۱۵ کرسی از ۲۸ کرسی مجلس قانونگذاری این کشور را به دست آوردند. به همین دلیل، آندورا اولین کشور در اروپا و دومین کشور در سطح بین‌المللی بود که اکثریت قانونگذاران را در آن زنان تشکیل می‌دادند.

## حقوق زنان در آندورا
از جمله مشکلاتی که در حال حاضر زنان در آندورا با آن‌ها روبرو هستند، وجود خشونت علیه زنان، عدم وجود ادارات دولتی‌ای که به مسائل مربوط به زنان رسیدگی کنند و عدم وجود پناهگاه برای زنان مورد خشونت قرار گرفته که توسط دولت آندورا مدیریت شود، می‌باشد. آندورا در دادن حقوق قانونی به زنان کند بود، حق رای زنان در این کشور در سال ۱۹۷۰ به دست آمد.